# Basmajian-Identität
In der Mathematik ist die Basmajian-Identität eine Formel der hyperbolischen Geometrie, die das Volumen des Randes einer hyperbolischen Mannigfaltigkeit in Beziehung zu ihrem Orthospektrum setzt.

Zwei zum Rand einer hyperbolischen Fläche orthogonale Geodäten.

## Formel
Sei {\displaystyle M} eine kompakte n-dimensionale hyperbolische Mannigfaltigkeit mit nichtleerem totalgeodätischem Rand und {\displaystyle O_{M}} die Menge ihrer zum Rand orthogonalen Geodäten,
dann gilt
{\displaystyle \operatorname {Vol} (\partial M)=\sum _{\gamma \in O_{M}}V_{n-1}\left(\log \left(\coth \left({\frac {1}{2}}l(\gamma )\right)\right)\right)},
wobei {\displaystyle l(\gamma )} die Länge von {\displaystyle \gamma } und {\displaystyle V_{n-1}(r)} das Volumen eines Balles vom Radius {\displaystyle r} im n-1-dimensionalen hyperbolischen Raum bezeichnet.